# Liste der Baudenkmäler in Oberreute
Auf dieser Seite sind die Baudenkmäler in der schwäbischen Gemeinde Oberreute zusammengestellt. Diese Tabelle ist eine Teilliste der Liste der Baudenkmäler in Bayern. Grundlage ist die Bayerische Denkmalliste, die auf Basis des Bayerischen Denkmalschutzgesetzes vom 1. Oktober 1973 erstmals erstellt wurde und seither durch das Bayerische Landesamt für Denkmalpflege geführt wird. Die folgenden Angaben ersetzen nicht die rechtsverbindliche Auskunft der Denkmalschutzbehörde.
 Die Liste gibt den Fortschreibungsstand vom 3. Juli 2018 wieder und umfasst zehn Baudenkmäler.

## Baudenkmäler nach Ortsteilen

### Oberreute
| Lage                      | Objekt                                                      | Beschreibung                                                               | Akten-Nr.     | Bild           |
| ------------------------- | ----------------------------------------------------------- | -------------------------------------------------------------------------- | ------------- | -------------- |
| Hauptstraße (Standort)    | Kriegerdenkmal zur Erinnerung an die Gefallenen von 1914/18 |                                                                            | D-7-76-121-2  | BW             |
| Hauptstraße 18 (Standort) | Ehemaliges Schulhaus, später Handwerkerhaus                 | Zweigeschossiger Satteldachbau, verschindelter Blockbau, wohl 1731 erbaut. | D-7-76-121-12 | weitere Bilder |
| Hauptstraße 31 (Standort) | Katholische Pfarrkirche St. Martin                          | Saalbau mit halbrund geschlossenem Chor, 1797/98; mit Ausstattung.         | D-7-76-121-1  | weitere Bilder |

### Hinterschweinhöf
| Lage                          | Objekt                     | Beschreibung                                                                       | Akten-Nr.    | Bild                       |
| ----------------------------- | -------------------------- | ---------------------------------------------------------------------------------- | ------------ | -------------------------- |
| Hinterschweinhöf (Standort)   | Bildstock mit Muttergottes | Um 1900.                                                                           | D-7-76-121-4 | Bildstock mit Muttergottes |
| Hinterschweinhöf 4 (Standort) | Bauernhaus                 | Verschindelter zweigeschossiger Blockbau mit Flachsatteldach, 18./19. Jahrhundert. | D-7-76-121-3 | Bauernhaus                 |

### Ihlingshof
| Lage                        | Objekt                                   | Beschreibung           | Akten-Nr.    | Bild |
| --------------------------- | ---------------------------------------- | ---------------------- | ------------ | ---- |
| Ellhofner Weiher (Standort) | Gedenkstein auf dem Burgstall Ihlingshof | Bezeichnet mit „1936“. | D-7-76-121-5 | BW   |

### Irsengund
| Lage                    | Objekt                                 | Beschreibung                                                                                              | Akten-Nr.    | Bild                                   |
| ----------------------- | -------------------------------------- | --- | ------------ | -------------------------------------- |
| Bergstraße 1 (Standort) | Wohnteil eines ehemaligen Bauernhauses | Blockbau mit Flachsatteldach, verschindelt bzw. verbrettert, im Kern zweite Hälfte 18. Jahrhundert.       | D-7-76-121-7 | Wohnteil eines ehemaligen Bauernhauses |
| Irsengund 23 (Standort) | Wohnteil eines Bauernhauses            | Verschindelter Blockbau mit Flachsatteldach und massivem Kellergeschoss, Ende 18./Anfang 19. Jahrhundert. | D-7-76-121-6 | BW                                     |

### Längene
| Lage                | Objekt                                | Beschreibung           | Akten-Nr.    | Bild |
| ------------------- | ------------------------------------- | ---------------------- | ------------ | ---- |
| Im Tobel (Standort) | Gedenkstein auf dem Burgstall Längene | Bezeichnet mit „1938“. | D-7-76-121-9 | BW   |

### Unterreute
| Lage                    | Objekt                                 | Beschreibung | Akten-Nr.     | Bild                                   |
| ----------------------- | -------------------------------------- | --- | ------------- | -------------------------------------- |
| Unterreute 9 (Standort) | Wohnteil eines ehemaligen Bauernhauses | Verschindelter zweigeschossiger Blockbau mit Flachsatteldach, Ende 18. Jahrhundert, teilweise im 19. und frühen 20. Jahrhundert verändert. | D-7-76-121-11 | Wohnteil eines ehemaligen Bauernhauses |